# Francis Seiberling

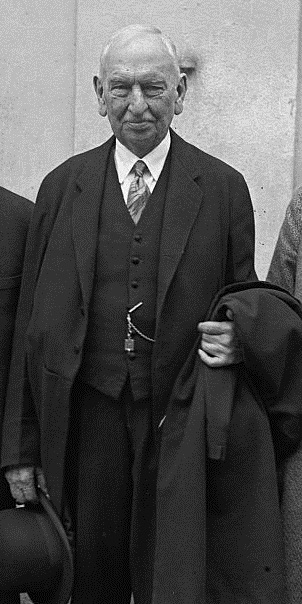
Francis Seiberling (1929)

Francis Seiberling (* 20. September 1870 in Des Moines, Iowa; † 1. Februar 1945 in Akron, Ohio) war ein US-amerikanischer Politiker. Zwischen 1929 und 1933 vertrat er den Bundesstaat Ohio im US-Repräsentantenhaus.

## Werdegang
Francis Seiberling war der Cousin des Kongressabgeordneten John F. Seiberling (1918–2008). Im Jahr 1873 zog er mit seinen Eltern nach Wadsworth in Ohio, wo er die öffentlichen Schulen besuchte. Danach absolvierte er das Wittenberg College in Springfield und im Jahr 1892 das College of Wooster. Nach einem anschließenden Jurastudium und seiner 1894 erfolgten Zulassung als Rechtsanwalt begann er in Akron in diesem Beruf zu arbeiten. Außerdem war er an der Herstellung von Gummi und Reifen beteiligt. In der Folge wurde er Direktor verschiedener Handwerksunternehmen. Er war auch Kurator des Wittenberg College. Politisch schloss er sich der Republikanischen Partei an.
Bei den Kongresswahlen des Jahres 1928 wurde Seiberling im 14. Wahlbezirk von Ohio in das US-Repräsentantenhaus in Washington, D.C. gewählt, wo er am 4. März 1929 die Nachfolge von Martin Davey antrat. Nach einer Wiederwahl konnte er bis zum 3. März 1933 zwei Legislaturperioden im Kongress absolvieren. Diese waren von den Ereignissen der Weltwirtschaftskrise geprägt. Im Jahr 1932 wurde Seiberling nicht wiedergewählt. Nach dem Ende seiner Zeit im US-Repräsentantenhaus praktizierte er wieder als Anwalt. Er starb am 1. Februar 1945 in Akron, wo er auch beigesetzt wurde.